# Carpinone
Carpinone là một đô thị ở tỉnh Isernia trong vùng Molise, có cự ly khoảng 30 km về phía tây của Campobasso và khoảng 7 km về phía đông của Isernia. Tại thời điểm ngày 31 tháng 12 năm 2004, đô thị này có dân số 1.273 và diện tích là 32,5 km².
Carpinone giáp các đô thị: Castelpetroso, Frosolone, Isernia, Macchiagodena, Pesche, Pettoranello del Molise, Santa Maria del Molise, Sessano del Molise.